# 한윤정 (피아노 연주자)
한윤정(영어: Yoonjung "Yoonie" Han, 1985년 1월 12일~)은 미국의 피아노 연주자이다.